# 호타카촌
호타카촌(穂高村)은 나가노현 시모타카이군에 있던 촌이다. 현재의 기지마다이라촌에 해당한다.

## 역사

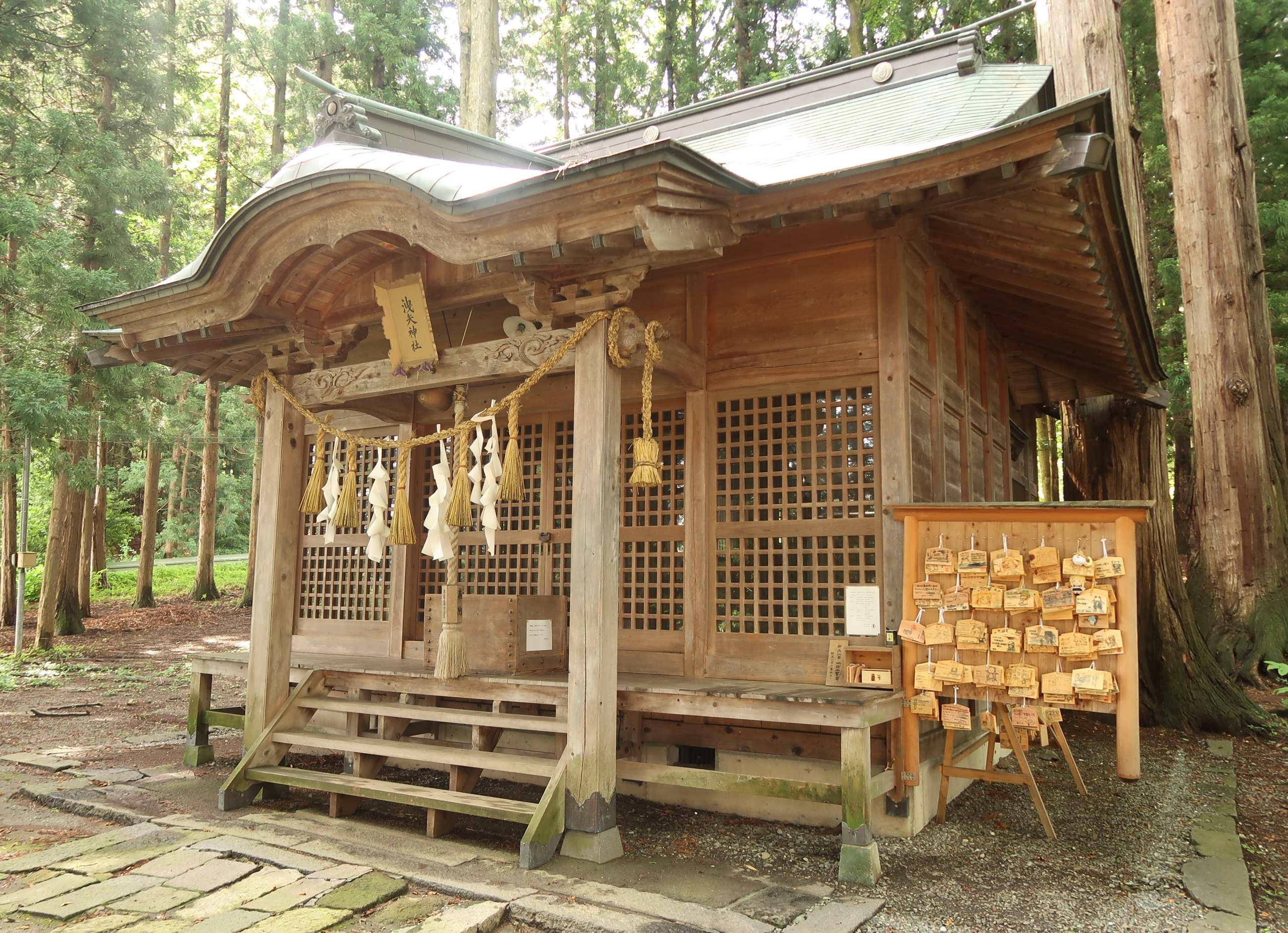
누레야 신사(川岸東橋原区)
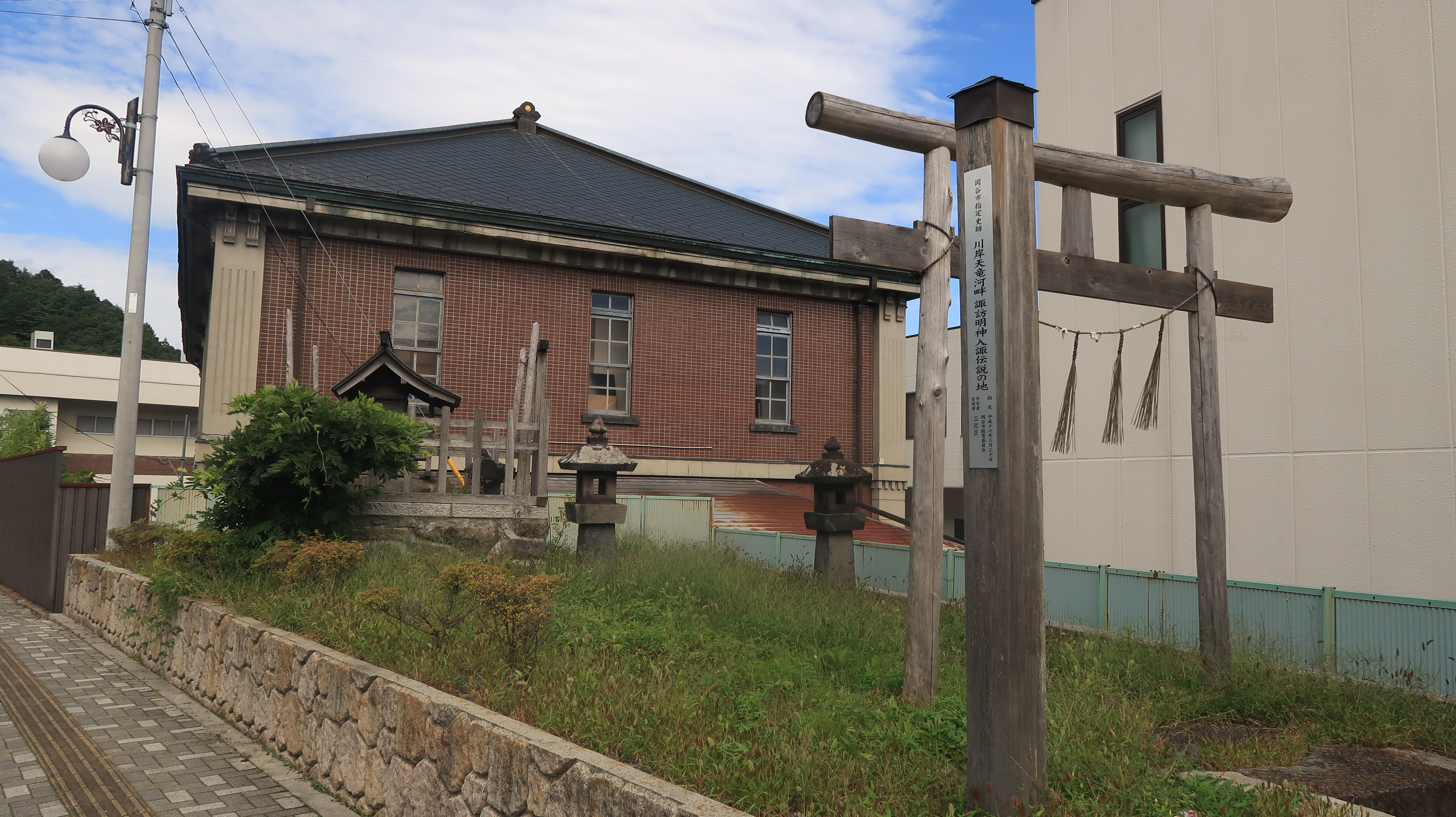
藤島神社(川岸上三沢区「川岸天竜河畔諏訪明神入諏伝説の地」)

- 1889년 4월 1일 - 정촌제 시행에 의해 호타카촌이 단독으로 자치체를 형성하였다.
- 1955년 2월 1일 - 오고촌, 가미키지마촌과 합병해, 기지마다이라촌이 성립하여, 동일 호타카촌은 폐지되었다.

## 교통

### 철도
- 일본국유철도
  - 주오 본선

### 도로
현재는 구 촌역에 주부 자동차도・나가노 자동차도가 소재하지만 당시엔 미개통이였다

## 참고문헌
- 角川日本地名大辞典 20 長野県